# Kjellerupvej (Kjellerup)
Kjellerupvej er en tosporet omfartsvej der går vest om Kjellerup. 
Omfartsvejen er en del af primærrute 52 der går fra Rindsholm der ligger syd for Viborg, til Vesterby der ligger vest for Juelsminde. 
Den er med til at lede trafikken uden om Kjellerup, så byen ikke bliver belastet af så meget gennemkørende trafik.
Vejen forbinder Kjellerupvej i nord med Kjellerupvej i syd. 